# Aernout Smit

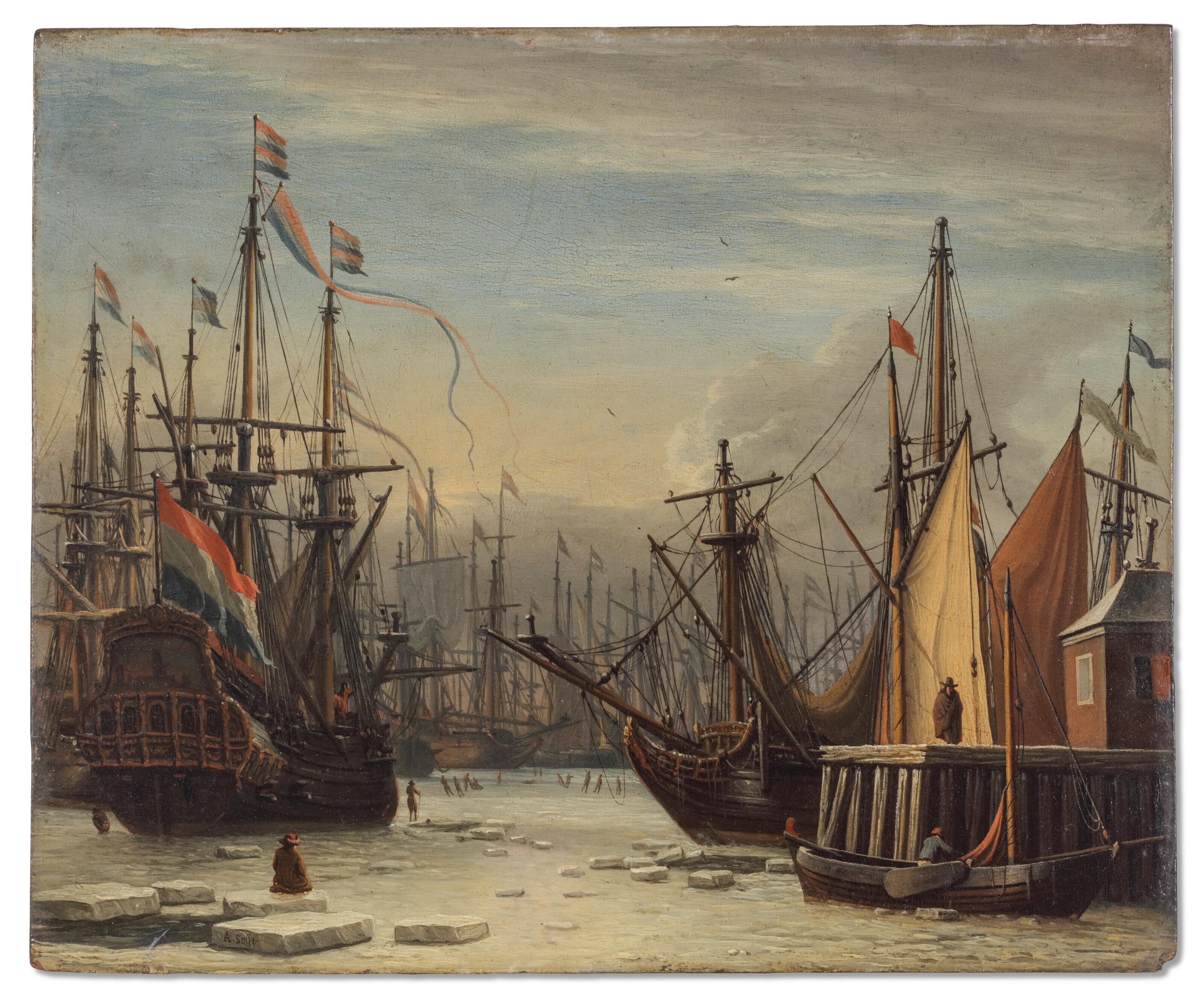
Aernout Smit, Winteransicht Hafenfront IJ (Amsterdam) mit Schlittschuhläufern

Aernout Smit oder Smidt (* 1641 in Nieuwpoort; † 1710 in Amsterdam) war zwischen 1667 und 1710 als Künstler aktiv. Nach Arnold Houbraken erhielt er seine Ausbildung bei Jan Theuniszoon Blanckerhoff, einem Marinemaler aus Alkmaar, der einige Jahre in Amsterdam tätig war.

## Leben
Smit wird 1667 erstmals in Dokumenten des Kunsthändlers Laurens Cornelisz Conincks erwähnt, der ein Dachzimmer am Singel mietete, und dass Smit verhindert wurde, hinauf zu gehen. Seit 1663 war er mit Marretje Jans verheiratet. In seinen Heiratspapieren gab er an, aus Nieuwpoort zu stammen, Fahrensgeselle zu sein und an der Prinsengracht zu leben. Wahrscheinlich war er katholisch, wie sein Lehrmeister, jedenfalls nicht reformiert. 
Im Jahr 1688 war er bei der Amsterdamer St. Lucasgilde eingetragen, wie Abraham Storck. Auch Hendrik Dubbels hat er sicherlich gekannt. Zur Zeitpunkt seines Todes lebte er an der Vijzelstraat an der Ecke Kerkstraat, wo seine Frau einen Lebensmittelladen führte.

## Werk

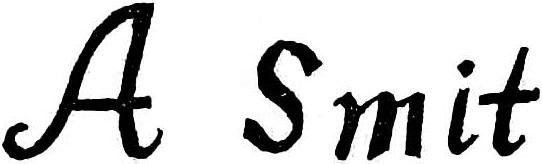
Signatur von Aernout Smit

Smits Œuvre besteht hauptsächlich aus Marinemalereien, aber er malte auch einige Landschaften und Strandansichten. Seine frühen Arbeiten zeichnen sich durch helle Grautöne und eine sehr gute Perspektive aus. Sein Stil wurde in hohem Maße von Ludolf Bakhuizen beeinflusst, nach dessen Werken er sogar Kopien auf Bestellung anfertigte. Im Laufe der Jahre haben Kunsthistoriker die Zuschreibungen mehr als einmal von Bakhuizen auf Smit geändert.